# زيد الحبيب (مغني)
زيد الحبيب (25 ايلول 1980) مغني عراقي.

## حياته الخاصة
ولد في بغداد وعاش في منطقة شعبية (الوشاش) وعمل عامل بناء وعامل في شركة لبيع المشروبات الغازية لكي يقوم بمساعدة أهله على تأمين المصروف بسبب الظروف الاقتصادية الصعبة نتيجة الحروب التي ضربت العراق. بدأ الغناء في الحفلات والأعراس الشعبية، لقي الدعم والتشجيع من قبل عائلته التي وقفت إلى جانبه وساعدته.
بدأ بالغناء وهو في المدرسة ثم غنى في الأفراح وبدأ مشواره في 2006، كان أول عمل لهُ فيديو كليب (كل البلاوي) ومن ثم عاد إلى العراق ليكمل مشوراه الفني، تأثر زيد في بدايته الفنية بالراحل رياض احمد والفنان قحطان العطار والفنان محمد عبد الجبار، ثم اشتهر بأغنية عراق اسمك هيبة التي اشتهرت وذاع صيتها في العراق، اشتهر بألوانه المتعددة من الأغاني مثل أغنية (حبني) و (طول عمري) و (اكو فد ناس) و (ابقى اريدك) و (خل يسمعني)، وغنى بلهجات مختلفة ولم يصبح روتيني فقد غنى باللهجة المغربية في أغنية (صعيبة) و (العشق الابدي).

## إصدارات

### ألبومات
- "شاطر[21][22]" - 2016

### أغاني منفردة
- «كل البلاوي»
- «على حالي»
- «انا الربيت»
- «شايل بالروح»
- «ياغافل»
- «حمل وشال»
- «ما صدك» (بمشاركة جعفر الغزال)
- «عامود بيتي»
- «تعبتني»
- «رقم واحد»
- «ميفيدون»
- «خانوني»
- «سر»
- «كافي»
- «معرس الغالي»
- «كلمة قبل»
- «حطت ايدك»
- «رجعنا»
- «شبدر مني» (بمشاركة قيصر عبد الجبار)
- «عيوني مساهرات الليل» (بمشاركة نصرت البدر)
- «ياملاكي»
- «ميلاد الغالي»
- «انا السويته»
- «لا تنطق حرف واحد»
- «اهو»
- «شايل جروحة» (بمشاركة نور الزين)
- «طول عمري» (بمشاركة نور الزين)
- «اجانة فراك»
- «اوبريت يبلادي» (بمشاركة مجموعة من الفنانين العراقيين)
- «اوبريت الامل» (بمشاركة مجموعة من الفنانين العراقيين والعرب)
- «الدنيا ما توكف»
- «جربتك مرة» (بمشاركة نور الزين وقصي عيسى)
- «امي وابوي» (بمشاركة نور الزين وقصي عيسى)
- «على الخوة» (بمشاركة محمد السالم)
- «أكو فد ناس» (بمشاركة محمد السالم)
- «لو تدري»
- «تريد اعوفك»
- «اجه الليل»
- «جذابين»
- «لا والوعد والحظ»
- «ما اعتب عليك»
- «حنيتي»
- «صديق المصلحة»
- «العشق الابدي»
- «خل يسمعني» (بمشاركة غزوان الفهد)
- «على عناده»
- «لملميتك طشرتني»
- «قهرني»
- «يابعد روحي»
- «نساني» (بمشاركة محمد جمال)
- «رجعلي عافيتي» (بمشاركة ياسر عبد الوهاب)
- «خياي»
- «اسكت»
- «يادنيا تهون» (بمشاركة نور الزين)
- «ابقى اريدك»
- «وردة حمرة» (بمشاركة مجموعة من الفنانين العراقيين)
- «صعيبة»
- «وحدك»
- «العراقي راسة عالي»
- «الحق ع الباطل»
- «موال معذور ياموطني»
- «ذيب الليل» (بمشاركة علي الغالي)
- «احلى خسارة» (بمشاركة نؤاس اموري)
- «ينحسبلي حساب»
- «عالم رايحة»
- «أبو الخيانة»
- «الله وصى بالفقير»
- «صار و 1000 صار» (بمشاركة نؤاس اموري)
- «ندمان»
- «مو خوش عالم»
- «شكد صعبة»
- «حبك ماليني»
- «الجيش الأول»
- «اخوي وصاحبي»
- «ول يكيفي» (بمشاركة شهد الشمري)
- «ضيعت أيام حلوة»
- «أول شخص»
- «اقوى علاقة»